# Вулиця Олени Кульчицької (Тернопіль)
Вулиця Олени Кульчицької (за Австро-Угорщини — Пасаж Адлера (з 1898), за Польщі — Пасаж Адлера, за УРСР — Комсомольська) — одна з давніх вулиць у середмісті Тернополя. Починається від бульвару Тараса Шевченка і закінчується на вулиці Миколи Коперника. Названа на честь української художниці, педагога Олени Кульчицької.
Довжина вулиці — 180 м.

## Архітектура

### Пам'ятки архітектури
Місцевого значення: будинки № 1, 3, 4, 5, 7, 9, 11, 13, 15.

## Установи
- Служба автомобільних доріг у Тернопільській області
- Тернопільський облавтодор

## Транспорт
Вулиця є тупиковою, заїзд тільки з бульвару Тараса Шевченка.